# Felga

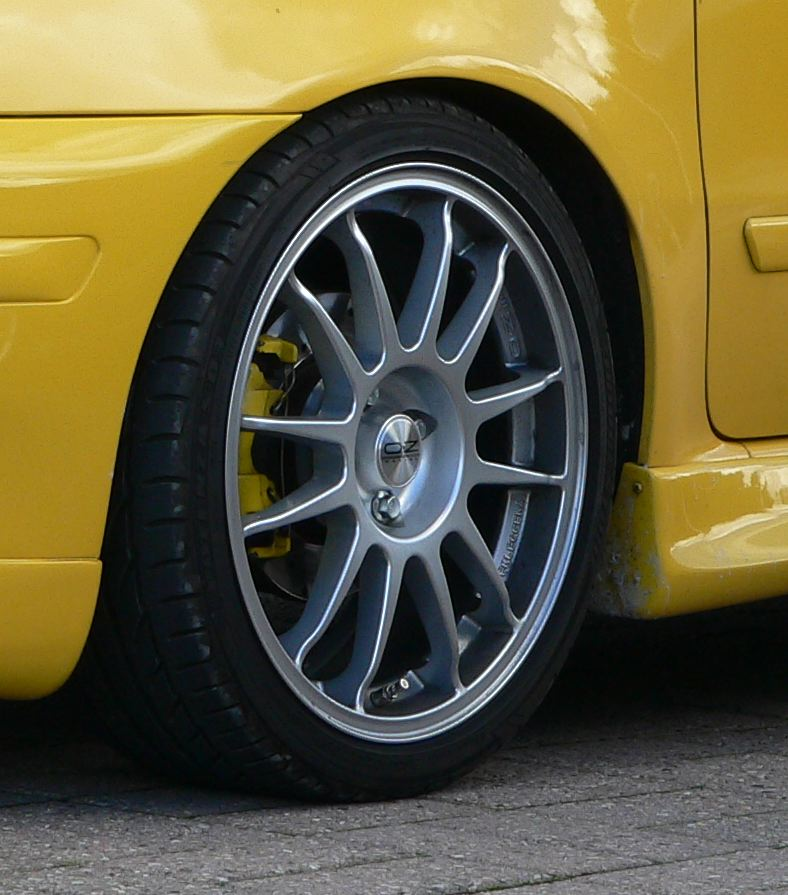
Siedemnastocalowa alufelga

Felga – metalowa część koła, na którą nakładana jest opona.
We współczesnych samochodach felga ma za zadanie wentylować elementy układu hamulcowego (tarczę/bęben, przewody hamulcowe, zacisk). Felgi najczęściej są wykonywane ze stopu aluminium lub stali, a felgi wyczynowe z lekkiego i wytrzymałego magnezu lub włókna węglowego.
Felgi dzieli się na kilka typów:
- stalowe hybrydowe
- stalowe strukturalne
- stalowe klasyczne
- aluminiowe

## Metody produkcji felg samochodowych
W przypadku felg aluminiowych podczas produkcji stosuje się następujące metody:
- odlew grawitacyjny – to najtańsza ze współczesnych metod. Opiera się głównie na działaniu grawitacji, dzięki której rozgrzane do stanu płynnego aluminium wypełnia formę.
- odlew niskociśnieniowy – to bardziej zaawansowana i najpopularniejsza obecnie metoda produkcji obręczy. Specjalne formy wypełniane są płynnym aluminium przy pomocy strumienia powietrza o niskim ciśnieniu. Takie rozwiązanie pozwala na uzyskanie gęstej struktury i dokładne odwzorowanie zamierzeń projektantów.
- kucie – to technika pozwalająca na uzyskanie niskiej masy i bardzo dużej wytrzymałości obręczy, dlatego często wykorzystywana jest do wykonywania modeli o sportowym przeznaczeniu. Mocno rozgrzane aluminium w formie walca ugniatane jest przez specjalną prasę. Osobno powstają inne elementy, takie jak choćby tarcza, a ich łączenie następuje w końcowej fazie produkcji poprzez skręcenie mocnymi śrubami z tytanu lub spawanie.
- rolowanie (ang. flow forming) – metoda polega na formowaniu odlanej obręczy przy pomocy obracających się rolek. Dzięki zastosowaniu tej technologii felgi są bardzo wytrzymałe. Producenci często wykorzystują ją przy produkcji obręczy o dużych średnicach i szerokościach.[3]

Produkcja felg stalowych różni się od technologii stosowanych do wykonania obręczy aluminiowych. Wykorzystuje się do niej dwa kawałki stali, a cały proces składa się z kilku części, osobnych dla obręczy i tarczy. W przypadku obręczy wykonuje się kolejno:
- prostowanie na prasie i szlifowanie,
- wyginanie do kształtu okręgu i łączenie poprzez spawanie,
- nadawanie ostatecznego kształtu poprzez rolowanie i prasowanie.

Tarcza natomiast wycinana jest do odpowiedniego rozmiaru, a następnie tłoczone są w niej wszystkie niezbędne punkty montażowe (na śruby i montaż na osi) oraz otwory odpowiedzialne za odprowadzanie ciepłego powietrza.
Po wykonaniu obu części są one łączone i poddawane lakierowaniu.

## Parametry felg
Do kluczowych parametrów felg zalicza się:
Średnica obręczy – jeden z najważniejszych parametrów, decydujących nie tylko o możliwości montażu felgi do konkretnego auta, ale również o wyglądzie. Wyrażana jest w calach. Do niej dobierane są opony, na których oznaczona jest literą R i znajdującą się po niej liczbą, np. dla felg 16” oznaczenie opon to R16.
Szerokość – jest ściśle powiązana ze średnicą, im większa felga, tym będzie szersza. Szerokość określana jest w calach i mierzona od jednego do drugiego rantu obręczy.
Rozstaw śrub – to parametr mierzony w milimetrach i oznaczany ciągiem cyfr, np. 4x100, gdzie pierwsza liczba oznacza liczbę śrub montażowych, natomiast druga średnicę okręgu, na jakim zostały rozstawione otwory.
ET – nazwa tego parametru pochodzi od niemieckiego Einpress Tiefe, czyli „głębokość osadzenia”. Decyduje o tym, jak mocno wysunięta będzie obręcz w nadkolu. Parametr wyrażany jest w milimetrach i może mieć wartość dodatnią, ujemną bądź zerową.
Profil kołnierza – informuje o kształcie łączenia stopki z obręczą i rodzaju pojazdu, do jakiego przeznaczona jest dana felga. Oznaczany jest za pomocą liter:
- A – ciężarówki, półciężarówki, motocykle, motorowery, rowery, skutery, wózki widłowe
- B – oznaczenie starych felg do 6” szerokości, spotykane np. w VW Garbusie
- D – motocykle, rowery, motorowery, skutery, półciężarówki, ciężarówki, wózki widłowe
- J – samochody osobowe
- JJ – terenowe samochody 4x4
- P – oznaczenie funkcjonujące w starych autach (np. modelach VW Garbus)
- K – oznaczenie funkcjonujące w starych autach (np. marki Jaguar)
- W – ciągniki rolnicze.

Profil przekroju felgi – ten parametr określa sposób uformowania powierzchni ukrytej pod oponą. Obecnie stosowane są następujące oznaczenia:
- CH – dwa różne typy garbów
- H – garb po wewnętrznej stronie obręczy
- H2 – garby po obu stronach felgi
- FH – płaski garb po stronie wewnętrznej
- FH2 – płaski garbu po obu stronach obręczy
- EH2 oraz EH2+ – garb rozszerzony.

Średnica otworu centralnego – jej szerokość wyraża się w milimetrach, a zapisywana jest po oznaczeniu profilu przekroju felgi, np. kod H 57 oznacza średnicę otworu centralnego mierzącą 57 mm.

## Wzory tarcz
Najpopularniejsze wzory tarcz w felgach stalowych i aluminiowych:
- pięcioramienny – popularny kształt, w którym tarcze tworzy pięć ramion rozchodzących się od centralnej części do brzegów obręczy.
- podwójnie pięcioramienny – zmodyfikowany wzór pięcioramienny, w którym każde z ramion podzielone zostało na dwa.
- wieloramienny – tarcza zbudowana jest z części centralnej i wielu ramion łączących ją z obwodem obręczy. Charakteryzuje ją duża ilość otwartych przestrzeni.
- mesh – to wzór, który nie jest w żaden sposób ujednolicony i może przyjąć różne formy. To opcja często wybierana przez miłośników tuningu.
- szprychowy – felgi w takim kształcie wykorzystywane są głównie w autach wyścigowych. Jak sama nazwa wskazuje, ramiona są cienkie i mogą przypominać szprychy.
- aero – to kolejny wariant stosowany często w samochodach rajdowych. Elementy tarczy są jednak nieco spłaszczone, przez co wyróżnia je lepsza aerodynamika. Wzory są różnorodne – od wersji wypełniających niemal całą przestrzeń, po modele oferujące nieco więcej otwartej przestrzeni.

## Galeria

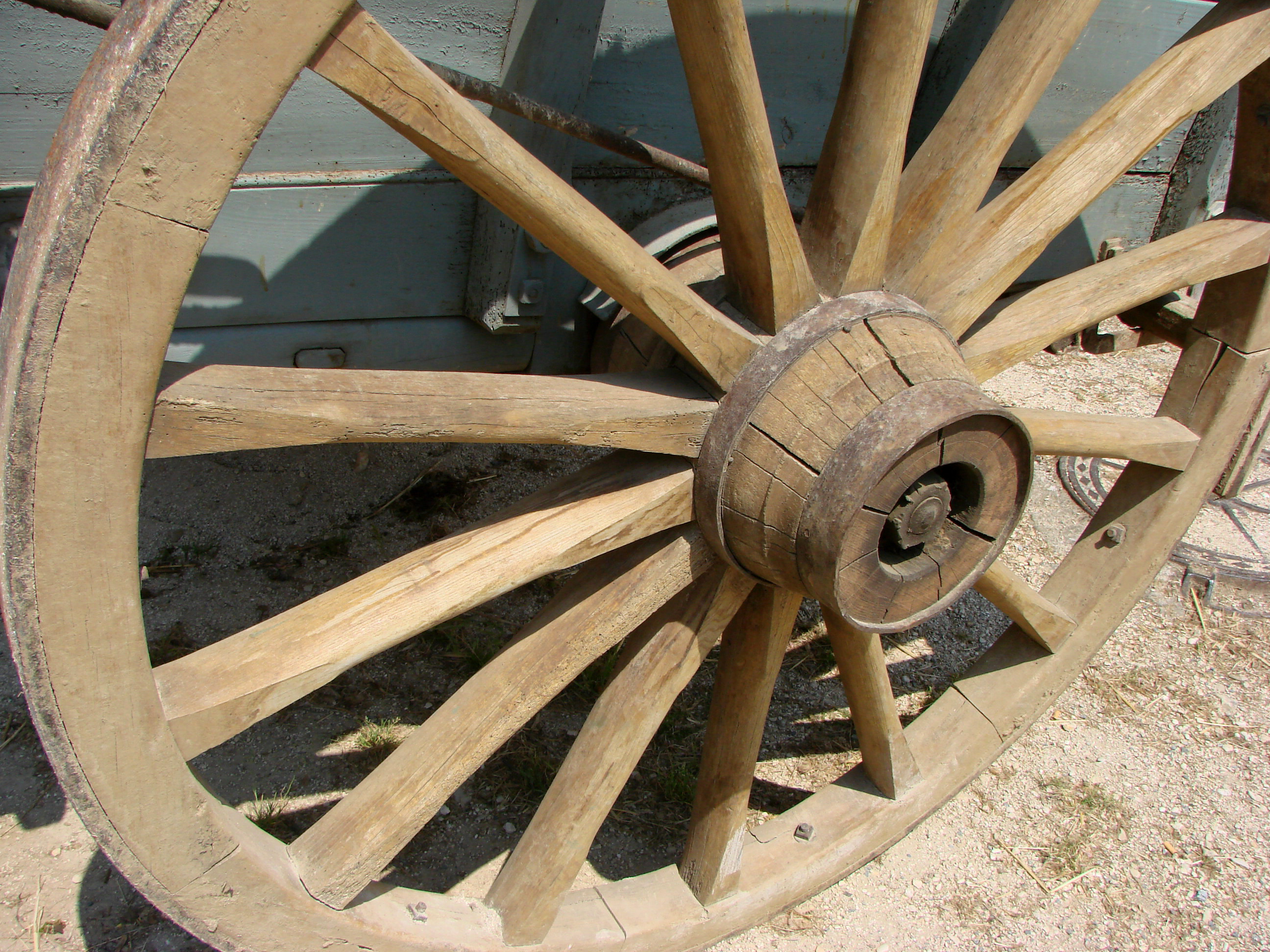
Koło drewniane z obręczą
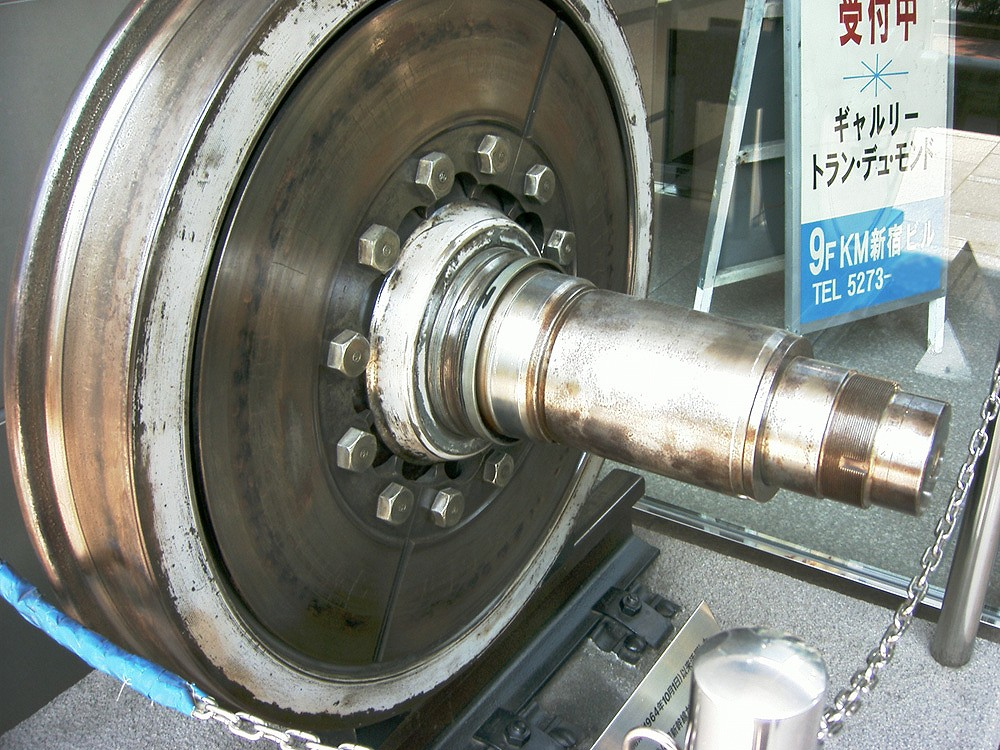
Obręcz na kole pojazdu szynowego
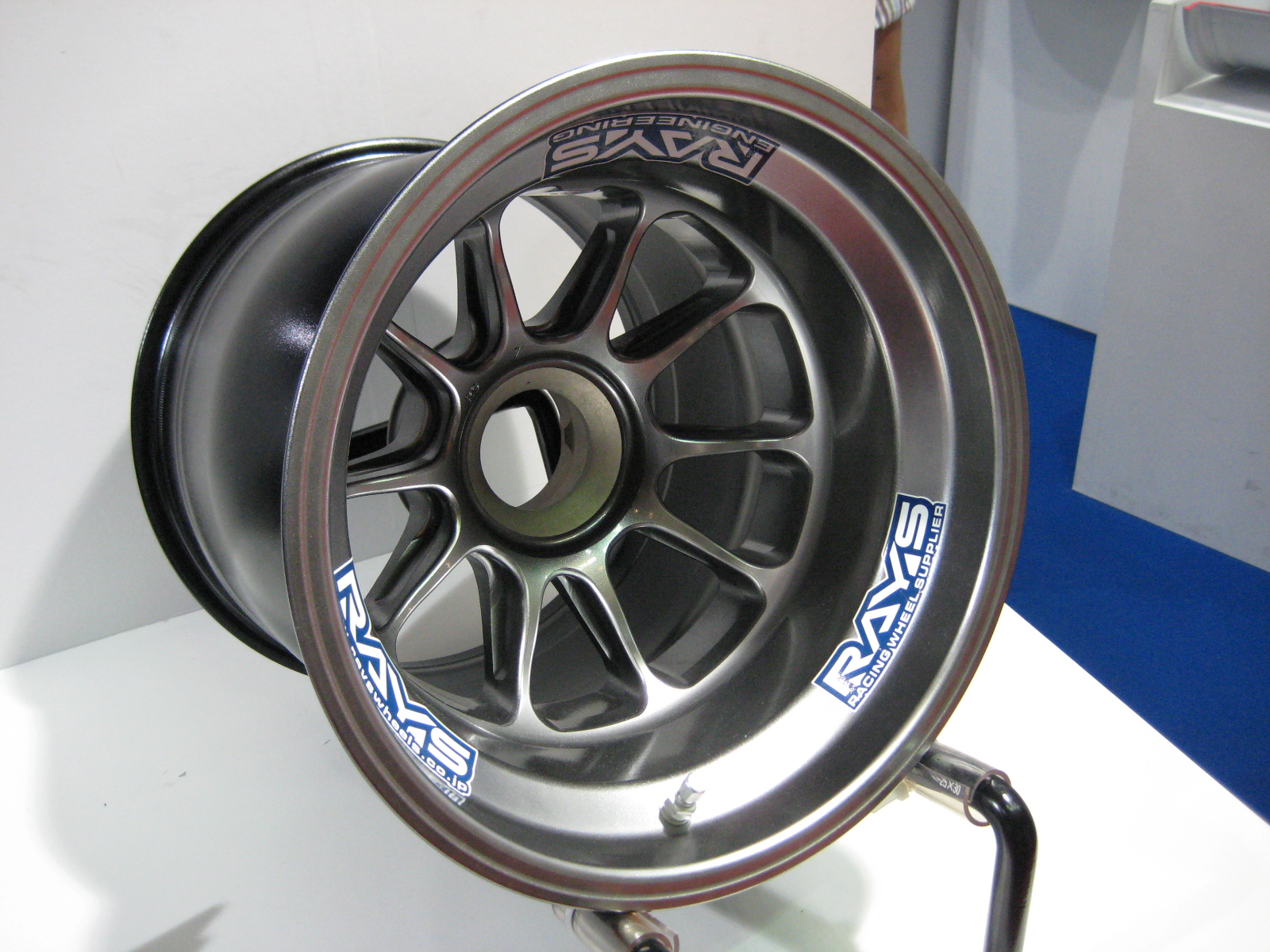
Felga pojazdu samochodowego
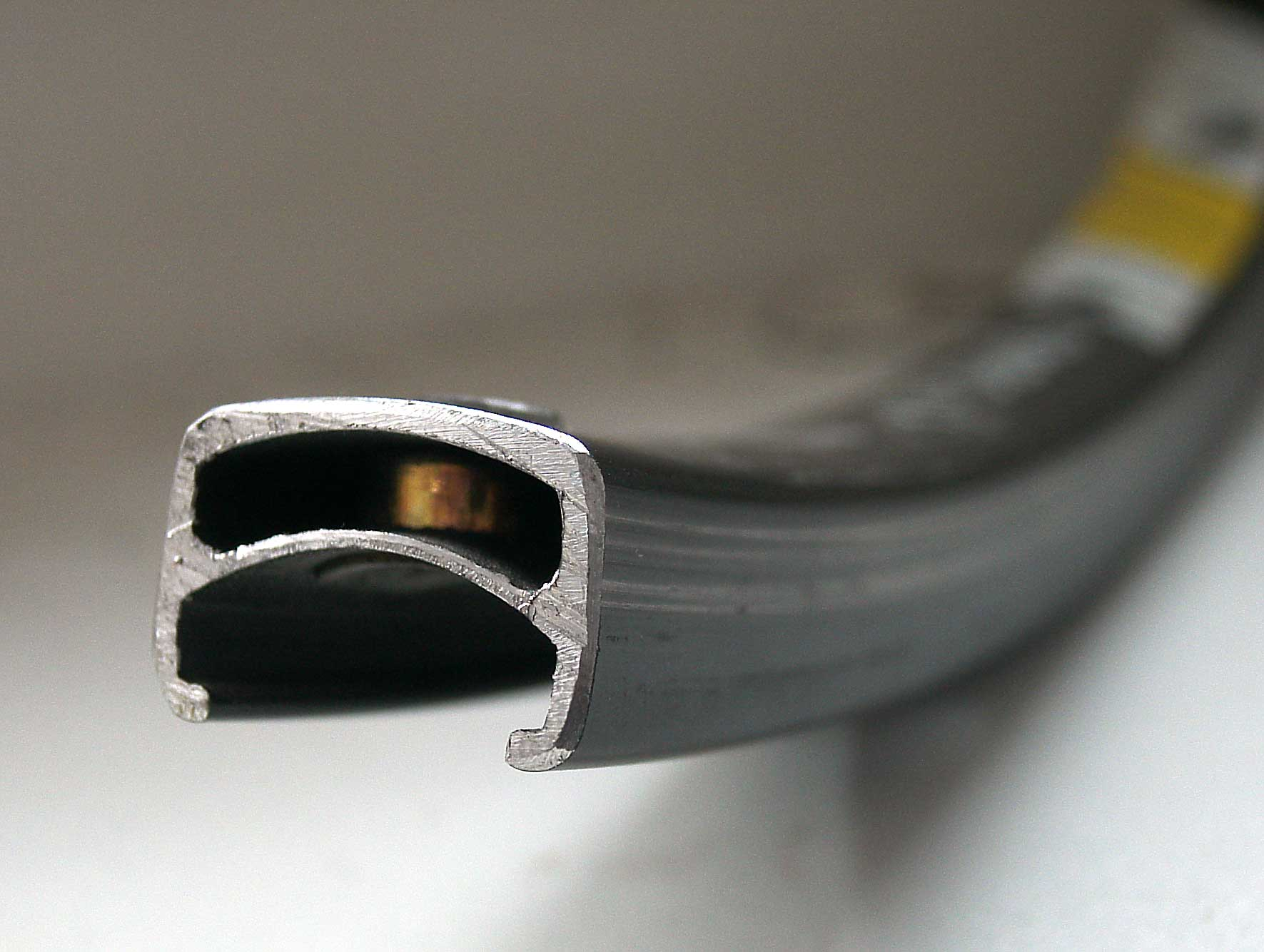
Przekrój obręczy koła rowerowego